# Margarida da Escócia (santa)
Margarida da Escócia ou Margarida de Wessex (Hungria, c. 1045 — Castelo de Edimburgo, 16 de novembro de 1093), foi rainha consorte da Escócia como esposa de Malcolm III da Escócia. É venerada santa da Igreja Católica.

## Biografia
Era filha do Atelingo Eduardo, o Exilado, herdeiro da Inglaterra. Assim, era neta do rei Edmundo, Braço de Ferro. Seu pai tinha fugido dos normandos com Ágata, sua mulher, assim como o seu filho e o verdadeiro rei da Inglaterra, Edgar de Wessex, mais tarde cruzado, e portanto irmão da santa Margarida. Uma irmã, Cristina, era freira em Romsey. Sua mãe, Ágata, era parente de Gisela, esposa de Santo Estêvão da Hungria ou do Imperador Henrique II.

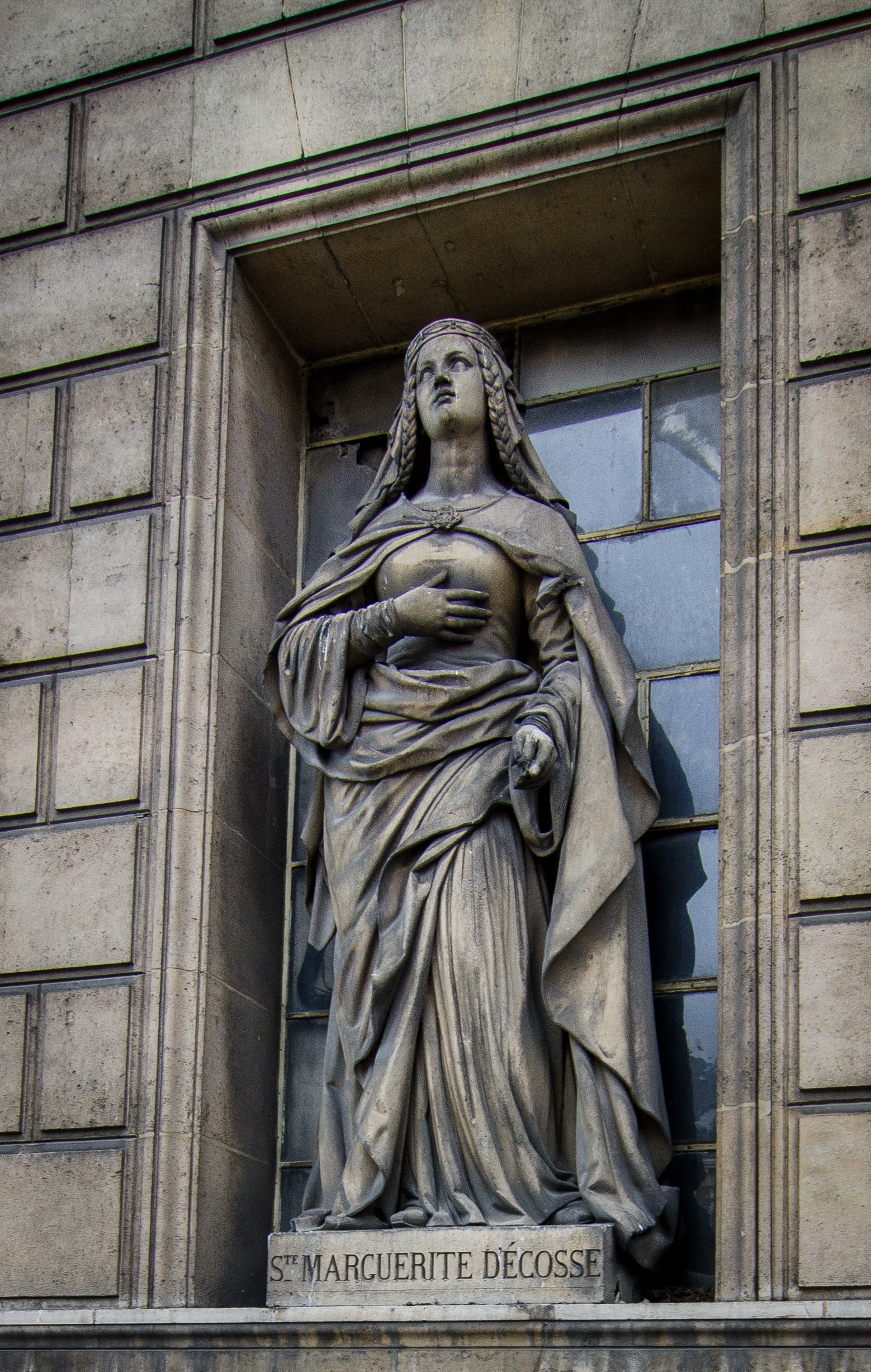
Estátua de Margarida feita pelo escultor francês François Augustin Caunois, presente na Igreja de la Madeleine, em Paris.

A tradição diz que seu pai e seu tio Edmundo foram para a Hungria por segurança, durante o reinado de Canuto II da Dinamarca, mas não se encontram registros na Hungria. Margarida voltou por volta de 1057 à corte de Eduardo o Confessor. Dez anos depois, após a batalha de Hastings, fugiu com o irmão e foi, contra seu desejo, casada.
Morto o pai, com a conquista da Inglaterra pelos normandos, sua mãe Ágata resolveu voltar ao continente mas uma tempestade jogou seu navio na Escócia, onde foram acolhidos por Malcolm III que decidiu tomá-la por esposa. Margarida desejava ser freira, mas o casamento deve ter acontecido entre 1067 e 1070. 
Foi rainha devota e muito amada pelo povo pois mudou os modos da corte e seus padrões de comportamento. Os magnatas foram proibidos de embebedar-se e ela usou o dinheiro do reino para ajudar os pobres, alimentá-los, dar-lhes abrigo. Encorajou o comércio exterior e fundou mosteiros e igrejas, incluindo-se a abadia de Dunfermline, construída para abrigar seu maior tesouro, uma relíquia da verdadeira Cruz. Restaurou a Abadia de Iona, na ilha de Iona, que tinha sido fundado por São Columba.
Seu Evangelho ou livro de horas, ricamente adornado com joias, caiu um dia num rio e foi miraculosamente recuperado, estando hoje na Biblioteca Bodleian em Oxford.
Com seu casamento aproximou as igrejas romana e céltica. Reuniu um sínodo que produziu novos regulamentos para o jejum da Páscoa, a comunhão e alguns abusos quanto aos casamentos em graus proibidos.
Anglicizou e refinou a corte e o marido com suas virtudes, modéstia, beleza rara. Paciência e doçura suavizaram os modos do marido - e converter o Rei é converter o Reino. O marido era analfabeto e bruto se foi tornando cristão e gracioso e seus três filhos reinaram a seguir, e neles a mãe inspirara amor a Deus, desprezo das vaidades terrestres e horror do pecado.
Margarida morreu em 16 de novembro de 1093, no castelo de Edimburgo), tendo sido seu corpo sepultado diante do altar principal da abadia de Dunfermline, em Fife, ao lado do marido o rei Malcolm III da Escócia.
A rainha foi canonizada em 1250 ou 1251 pelo Papa Inocêncio IV e é festejada em 16 de novembro.
Suas relíquias foram transferidas em 19 de Junho de 1259 para um santuário novo, cuja base se vê na parede oriental moderna da igreja restaurada.
Na Reforma, seu crânio passou a pertencer a Maria Stuart, Rainha dos Escoceses, e mais tarde aos jesuítas de  Douai, acreditando-se ter sido destruído na Revolução Francesa. George Conn, autor do livro «De duplici statu religionis apud Scots»  (Roma 1628), crê que o resto das relíquias, assim como as do seu marido, o rei Malcolm, foram compradas por Filipe II da Espanha e postas em duas urnas no Escorial. Mas quando, no século XIX, o Bispo Gillies de Edimburgo pediu pelo Papa Pio IX sua devolução, não foram encontradas.

## Igrejas
Algumas das igrejas dedicadas a Margarida:
- Capela de Santa Margarida - Fundada por seu filhos David I no século XII;
- Igreja de Santa Margarida da Escócia - Igreja Episcopal em Aberdeen;
- Capela Santa Margarida da Escócia - Cosmos Rio de Janeiro

## Instituições de ensino
Algumas das instituições de ensino nomeadas em honra a Margarida:
- Universidade da Rainha Margarida - Fundada em 1875, em Musselburgh, na subdivisão de East Lothian;
- Colégio da Rainha Margarida - Fundada em 1868, em North Park House, em Glasgow;
- União da Rainha Margarida - União de estudantes da Universidade de Glasgow, fundada em 1890;
- Academia da Rainha Margarida - Escola secundária cristã em Ayr, fundada em 1856;
- Escola Primária da Santa Margarida - Fundada em 1842, em Singapura;
- Colégio da Rainha Margarida - Escola presbiteriana para garotas, em Wellington, Nova Zelândia.